# Kołpaki (województwo podlaskie)
Kołpaki (białorus. Каўпакі́) – wieś w Polsce położona w województwie podlaskim, w powiecie białostockim, w gminie Zabłudów.
Nieopodal wsi płynie rzeka Małynka.
W latach 1975–1998 miejscowość administracyjnie należała do województwa białostockiego.
Według Pierwszego Powszechnego Spisu Ludności z 1921 roku wieś Kołpaki zamieszkiwana była przez 100 osób (53 kobiety i 47 mężczyzn) w 19 domostwach. Większość mieszkańców, w liczbie 70 osób, zadeklarowała wyznanie prawosławne, zaś pozostałe 30 osób podało wyznanie rzymskokatolickie. Jednocześnie polską przynależność narodową zadeklarowało 78 mieszkańców, a białoruską 22.
Ze wsi pochodzi Stefan Nikiciuk – radny Forum Mniejszości Podlasia Rady Miejskiej Białegostoku.
W strukturach administracyjnych Cerkwi Prawosławnej w Polsce Kołpaki podlegały pierwotnie parafii w pobliskiej Potoce, obecnie przynależą do parafii Przemienienia Pańskiego w Topolanach.
Wieś w 2011 roku zamieszkiwało 28 osób.